# Per Rasmussen
Per Henrik Stisen Rasmussen (* 2. Februar 1959 in Svendborg) ist ein ehemaliger dänischer Ruderer und Olympiadritter.

## Sportliche Karriere
Per Rasmussen belegte 1976 den elften Platz im Doppelzweier bei den Junioren-Weltmeisterschaften. 
Drei Jahre später traten Ole Bloch Jensen, Per Rasmussen, Morten Espersen und Jan Reiner Modest bei den Weltmeisterschaften 1979 in Bled im Doppelvierer an und belegten den neunten Platz. In der gleichen Besetzung erreichten die Dänen auch bei den Olympischen Spielen 1980 in Moskau den neunten Platz.
1981 bildeten Ian Baden, Per Rasmussen, Erik Christiansen und Jan Reiner Modest einen Vierer ohne Steuermann und belegten den neunten Platz bei den Weltmeisterschaften in München. In der gleichen Besetzung erreichten die Dänen den fünften Platz bei den Weltmeisterschaften 1982 in Luzern. 1983 in Duisburg ruderten Ian Baden, Lars Nielsen, Per Rasmussen und Erik Christiansen auf den achten Platz. 1984 rückte Michael Jessen für Ian Baden ins Boot. Bei den Olympischen Spielen 1984 in Los Angeles ruderten die Dänen im Vorlauf auf den dritten Platz hinter den Neuseeländern und den Deutschen. Mit einem zweiten Platz im Hoffnungslauf hinter den Schweden erreichte der dänische Vierer das Finale. Dort siegten die Neuseeländer vor dem Boot aus den Vereinigten Staaten. 1,62 Sekunden hinter den US-Ruderern gewannen die Dänen die Bronzemedaille mit 1,55 Sekunden Vorsprung auf das Boot aus der Bundesrepublik Deutschland.
1988 trat Per Rasmussen bei den Olympischen Spielen in Seoul mit Bjarne Eltang im Doppelzweier an. Die beiden gewannen ihren Vorlauf und belegten im Halbfinale den dritten Platz hinter den Booten aus der Sowjetunion und aus der Bundesrepublik Deutschland. Im Finale erreichten sie als Sechste das Ziel.